# Erik Winell
Erik Magnus Winell, född 9 december 1873 i Grebo församling, Östergötlands län, död 15 maj 1930 i Stockholm, var en svensk väg- och vattenbyggnadsingenjör. 
Winell avlade mogenhetsexamen 1892, utexaminerades från Kungliga Tekniska högskolan 1896, blev filosofie kandidat vid Uppsala universitet samma år och filosofie licentiat 1899. Han blev elev vid järnvägsbyggnader 1893, var nivellör vid järnvägsundersökningar i Hälsingland 1896 och underingenjör vid bandelen Vännäs–Luleå–Gällivare 1897. Han ledde, på uppdrag av Kungliga Järnvägsstyrelsen, undersökningar för statsbanan Gällivare–Riksgränsen, södra delen, 1898–1899, för nya infartslinjen till samt nya bangårdsanläggningar i och vid Stockholm 1900, för statsbanans omläggning vid Södertälje 1900–1901 samt förberedande undersökningar angående södra delen av Inlandsbanan (Dalarna–Bohuslän) 1900–1902, var föreståndare för Sam Eydes ingenjörsbyrå i Stockholm 1902–1905 och innehavare av Kommunikationstekniska byrån i Stockholm (en fortsättning av den föregående) från 1905. Han utgav Järnvägsförslaget Dalarne–Bohus län och var medarbetare i tidningar och tidskrifter.